# アンドレヤ・レシキ

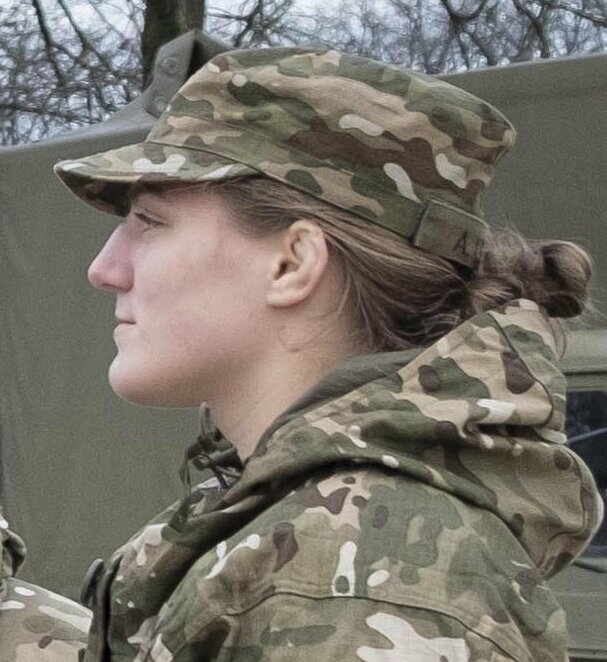

アンドレヤ・レシキ（Andreja Leški　1997年1月8日- ）はスロベニア・コペル出身の柔道選手。階級は63kg級。2024年パリオリンピックの柔道競技・女子63kg級金メダリスト。

## 経歴
2013年のヨーロッパユースオリンピックフェスティバル48㎏級で3位になった。2014年にはヨーロッパカデ52㎏級で優勝するも、ヨーロッパジュニアでは3位だった。2015年のヨーロッパジュニアでは2位、世界ジュニアでは準決勝で舟久保遥香に縦四方固で敗れて3位だった。2016年のヨーロッパジュニアでも2位だった。その後に階級を63㎏級に上げると、2018年のグランドスラム・デュッセルドルフでは決勝で津金恵を技ありで破って優勝した。グランプリ・アガディールでも優勝したが、グランドスラム・アブダビでは2位だった。2019年のグランドスラム・パリでは準決勝で地元フランスの世界チャンピオンであるクラリス・アグベニューに敗れるも3位になった。2021年の世界選手権では決勝でアグベニューに合技で敗れるも2位になった。東京オリンピックには同じ階級にオリンピックチャンピオンのティナ・トルステニャクがいたため出場できなかったが、グランプリ・ザグレブと世界軍人選手権大会で優勝した。2023年の世界選手権では決勝でアグベニューに合技で敗れて2位だった。ヨーロッパ選手権では優勝した。2024年の世界選手権では5位だったが、パリオリンピックでは準決勝で地元のアグベニューを技ありで破ると、決勝ではメキシコのプリスカ・アウィティ・アルカラスに逆転勝ちして金メダルを獲得した。
IJF世界ランキングは4715ポイント獲得で4位(24/7/22現在)。

## 主な戦績
- 2013年 - ヨーロッパユースオリンピックフェスティバル　3位(48㎏級)
- 2014年 - ヨーロッパカデ　優勝(52㎏級)
- 2014年 - ヨーロッパジュニア　3位(52㎏級)

57㎏級での戦績
- 2015年 - ヨーロッパジュニア　2位
- 2015年 - 世界ジュニア　3位
- 2016年 - グランプリ・ウランバートル　3位
- 2016年 - ヨーロッパジュニア　2位

63㎏級での戦績
- 2016年 - グランプリ・タシュケント　3位
- 2017年 - グランドスラム・バクー　2位
- 2018年 - グランプリ・トビリシ　3位
- 2018年 - グランドスラム・デュッセルドルフ　優勝
- 2018年 - グランプリ・アガディール　優勝
- 2018年 - グランプリ・ブダペスト　3位
- 2018年 - グランドスラム・アブダビ　2位
- 2018年 - グランプリ・タシュケント　3位
- 2018年 - ワールドマスターズ　7位
- 2019年 - グランドスラム・パリ　3位
- 2019年 - グランドスラム・デュッセルドルフ　3位
- 2019年 - グランプリ・マラケシュ　優勝
- 2019年 -　オセアニアオープン・パース　3位
- 2020年 - ヨーロッパ選手権　5位
- 2021年 -　ワールドマスターズ　3位
- 2021年 -　グランドスラム・テルアビブ 2位
- 2021年 -　グランドスラム・タシケント　2位
- 2021年 -　ヨーロッパ選手権　3位
- 2021年 -　世界選手権　2位
- 2021年 -　グランプリ・ザグレブ　優勝
- 2021年 -　世界軍人選手権大会　優勝
- 2021年 -　グランドスラム・アブダビ 3位
- 2022年 -　グランドスラム・バクー　3位
- 2023年 -　世界選手権　2位
- 2023年 -　グランプリ・リンツ 5位
- 2023年 -　グランドスラム・ウランバートル　3位
- 2023年 - ヨーロッパ選手権 優勝
- 2023年 -　グランドスラム・東京　7位
- 2024年 -　グランドスラム・タシケント　3位
- 2024年 -　ヨーロッパ選手権　3位
- 2024年 - グランドスラム・アスタナ　2位
- 2024年 - 世界選手権　5位
- 2024年 - パリオリンピック　優勝

(出典、JudoInside.com)